# Überlin
Überlin, scritto anche ÜBerlin è il terzo singolo estratto dal quindicesimo album dei R.E.M. Collapse into Now, quest'ultimo pubblicato l'8 marzo 2011. Il singolo è uscito il 25 gennaio 2011 e anticipa l'uscita del quindicesimo album del gruppo.

## Il video
Il video, girato nel quartiere Shoreditch di Londra, è stato diretto da Sam Taylor-Wood, e vede come protagonista l'attore britannico Aaron Johnson che balla per strada, mostrando le sue doti atletiche.

## Tracce
Download digitale
1. Überlin - 4:14

## Classifiche
| Classifica (2011)               | Posizione massima |
| ------------------------------- | ----------------- |
| Belgio (Fiandre)                | 52                |
| Belgio (Vallonia)               | 59                |
| Giappone                        | 39                |
| Italia                          | 47                |
| Stati Uniti (adult alternative) | 26                |